# Shoal Creek (Alabama)
Shoal Creek est un census-designated place situé dans l’État américain de l'Alabama, dans le comté de Shelby.

## Démographie
| 2010 | - | - | - | - | - |
| ---- | - | - | - | - | - |
| 274  | - | - | - | - | - |